# Comuna Krasnostav, Volodîmîr-Volînskîi
Krasnostav (în ucraineană Красностав) este o comună în raionul Volodîmîr-Volînskîi, regiunea Volînia, Ucraina, formată din satele Krasnostav (reședința) și Liudmîlpil.

## Demografie
Componența lingvistică a satului Krasnostav
     Ucraineană (99,66%)
     Alte limbi (0,34%)
Conform recensământului din 2001, majoritatea populației satului Krasnostav era vorbitoare de ucraineană (99,66%), existând în minoritate și vorbitori de alte limbi.